# بيلي دنيس
بيلي دنيس (بالإنجليزية: Billy Dennis)‏ (21 سبتمبر 1896 في المملكة المتحدة - 1 يناير 1952) هو لاعب كرة قدم بريطاني (وحمل سابقاً جنسية المملكة المتحدة لبريطانيا العظمى وأيرلندا) في مركز الدفاع. لعب مع بلاكبيرن روفرز وماكليسفيلد تاون ومانشستر يونايتد ونادي ترانمير روفرز لكرة القدم ونادي تشيسترفيلد وWigan Borough F.C. ‏ وأشتون يونايتد وMossley A.F.C. ‏ ونادي ستاليبريدج سيلتيك.